# Огору
Огору (рум. Ogoru) — село у повіті Келераш в Румунії. Входить до складу комуни Дор-Мерунт.
Село розташоване на відстані 64 км на схід від Бухареста, 44 км на північний захід від Келераші, 141 км на захід від Констанци, 139 км на південний захід від Галаца.

## Населення
За даними перепису населення 2002 року у селі проживали 400 осіб, усі — румуни. Усі жителі села рідною мовою назвали румунську.